# 1969 (numero)
Millenovecentosessantanove (1969) è il numero naturale dopo il 1968 e prima del 1970.

## Proprietà matematiche
- È un numero dispari.
- È un numero composto da 4 divisori: 1, 11, 179, 1969. Poiché la somma dei suoi divisori (escluso il numero stesso) è 191 < 1969, è un numero difettivo.
- È un numero semiprimo.
- È un numero omirpimes.
- È un numero nontotiente in quanto dispari e diverso da 1.
- È un numero intero privo di quadrati.
- È un numero odioso.
- È parte delle terne pitagoriche (1969, 10740, 10919), (1969, 15960, 16081), (1969, 176220, 176231), (1969, 1938480, 1938481).

## Astronomia
- 1969 Alain è un asteroide della fascia principale del sistema solare.

## Astronautica
- Cosmos 1969 è un satellite artificiale russo.

## Cinema
- 1969 - I giorni della rabbia è un film drammatico del 1988, scritto e diretto da Ernest Thompson.

## Musica
- 1969 (Gabor Szabo) è un album discografico del chitarrista jazz ungherese Gabor Szabo.
- 1969 (album The Niro) è il quarto album del cantautore polistrumentista italiano The Niro (Davide Combusti).